# Свети Димитър (Магарево)
Вижте пояснителната страница за други значения на Свети Димитър.
„Свети Димитър“ (на македонска литературна норма: „Свети Димитар“) е православна църква в битолското влашко село Магарево, Северна Македония, част от Преспанско-Пелагонийската епархия на Македонската православна църква – Охридска архиепископия.

## Местоположение
Църквата е гробищен храм, разположен в северозападната част на селото. На километър североизточно е манастирската църква „Свети Георги“ от 1871 година.

## История
„Свети Димитър“ е изградена в 1834 година. По време на Първата световна война в района се водят тежки сражения и църквата е разрушена. Ценният иконостас е демонтиран от български войници. По-късно той е открит и пренесен в храма „Света Богородица“ в Битоля заедно с този от „Успение Богородично“ в Търново. След войната църквата е възстановена.

## Описание
Църквата е голяма красива кръстовидна каменна базилика със сложна архитектура. В много отношения прилича на „Свети Димитър“ в Битоля. Във вътрешността на църквата няма запазени следи от стенописи. Иконостасът с два реда икони е нов, а от старите икони са запазени само няколко повредени екземпляра.